# Eternal Endless Infinity
Eternal Endless Infinity es el primer álbum de la banda de power metal sinfónico, Visions of Atlantis, y fue lanzado en 2002. Una edición nueva fue lanzada el 29 de noviembre de 2004, y contiene 3 bonus tracks de su demo "Morning in Atlantis".

## Lista de canciones
| N.º | Título                  | Duración |  |
| 1.  | «Intro»                 | 0:16     |  |
| 2.  | «Lovebearing Storm»     | 5:24     |  |
| 3.  | «Silence»               | 5:06     |  |
| 4.  | «Mermaid's Wintertale»  | 3:11     |  |
| 5.  | «Lords of the Sea»      | 5:08     |  |
| 6.  | «Seduced Like Magic»    | 4:57     |  |
| 7.  | «Eclipse»               | 6:17     |  |
| 8.  | «The Quest»             | 5:38     |  |
| 9.  | «Chasing the Light»     | 4:33     |  |
| 10. | «Atlantis, Farewell...» | 3:47     |  |

Bonus tracks de su demo "Morning In Atlantis" para la versión japonesa y posteriormente disponible solo en su "nueva edición":
| Demos de Morning in Atlantis |                        |          |  |
| N.º                          | Título                 | Duración |  |
| 1.                           | «Lovebearing Storm»    | 6:56     |  |
| 2.                           | «Mermaid's Wintertale» | 3:28     |  |
| 3.                           | «Seduced Like Magic»   | 6:10     |  |

## Miembros
- Nicole Bogner - Voz femenina
- Christian Stani - Voz masculina
- Thomas Caser - Batería
- Chris Kamper - Teclado, Compositor
- Mike Koren - Bajo
- Werner Fiedler - Guitarra

## Créditos
- Raimund Wrana - Fotografía
- Christian Riese Lassen - Carátula
- Thomas Caser	Booklet - Diseño
- Torsten Wördemann - Grabación
- Jörg Rainer Friede - Producción, Mezcla, Grabación

- Datos: Q3488205